# Danny Jones
Daniel Alan David Jones, més conegut com a Danny Jones, (12 de març de 1986 a Bolton (Gran Manchester), Anglaterra). És un dels vocalistes i guitarristes de la banda de pop-rock britànica McFly, formada també per Tom Fletcher, Harry Judd i Dougie Poynter.

## Primers anys
Va créixer a Bolton amb la seva mare Kathy, el seu pare Alan i la seva germana Vicky. Va estudiar a Thornleigh Salesian College, va ser allí on a causa de la seva forma de vestir li feien bullying (després escriuria i cantaria una cançó del seu primer àlbum (Not Alone) a causa d'aquest maltracte).
El seu primer grup, va ser amb la seva germana Vicky i un amic seu (Y2k). Amb Y2k es van presentar el 2000 en un programa de televisió de la CBBC anomenat "Steps to the Stars", versionant Thank U d'Alanis Morissette quedant en segona posició.

## McFly
McFly va arribar a la fama el 2004, estava molt influenciada amb la també banda de pop-rock britànic Busted que els va oferir la possibilitat d'unir-se amb ells al Tour, A Ticket For Everyone.
Va llegir un anunci a la revista NME (2002) en què un grup necessitava un guitarrista, però es va equivocar i va anar a l'audició per la boyband V. Allí va conèixer a en Tom, que estava audicionant per entrar a Busted. Com que van agafar a Charlie Simpson, en Danny i en Tom van decidir formar una nova banda amb l'ajuda de James Bourne, ex-component de Busted i Son of Dork. Van començar a compondre cançons, un cop ja acabat el primer treball de Busted, a una suite de l'hotel InterContinental de Londres. A través de la revista NMA, Dougie Poynter i Harry Judd es van afegir a Tom i Danny, per formar McFly.
En moltes ocasions Danny agafa el rol de primer guitarra, mentre que Tom agafa la veu principal. En moltes cançons, com per exemple That Girl o She Left Me és ell qui fa els solos de guitarra. És esquerrà de mà, però toca amb la dreta la guitarra.